# Lamellobates ocularis
Lamellobates ocularis är en kvalsterart som beskrevs av Jeleva och Vu 1987. Lamellobates ocularis ingår i släktet Lamellobates och familjen Austrachipteriidae. Inga underarter finns listade i Catalogue of Life.